# Loxosceles
Araignée violoniste
Genre
Synonymes
- Omosites Walckenaer, 1833
- Calheirosia Mello-Leitão, 1917
- Loxoscella Strand, 1906

Loxosceles est un genre d'araignées aranéomorphes de la famille des Sicariidae.
En français, elles se nomment Araignée violoniste, à cause d'une marque sur leur céphalothorax ressemblant à un violon.

## Distribution
Les espèces de ce genre se rencontrent sur l'ensemble du globe, sauf dans les zones polaires. En dehors de Loxosceles rufescens, espèce cosmopolite et présente dans le Sud de la France, la plupart des espèces sont américaines ou africaines.

## Description

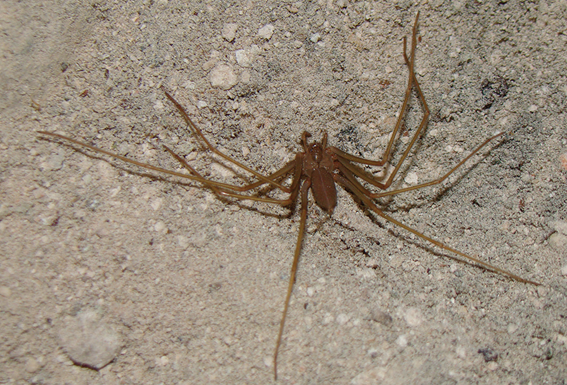
Loxosceles ericsoni

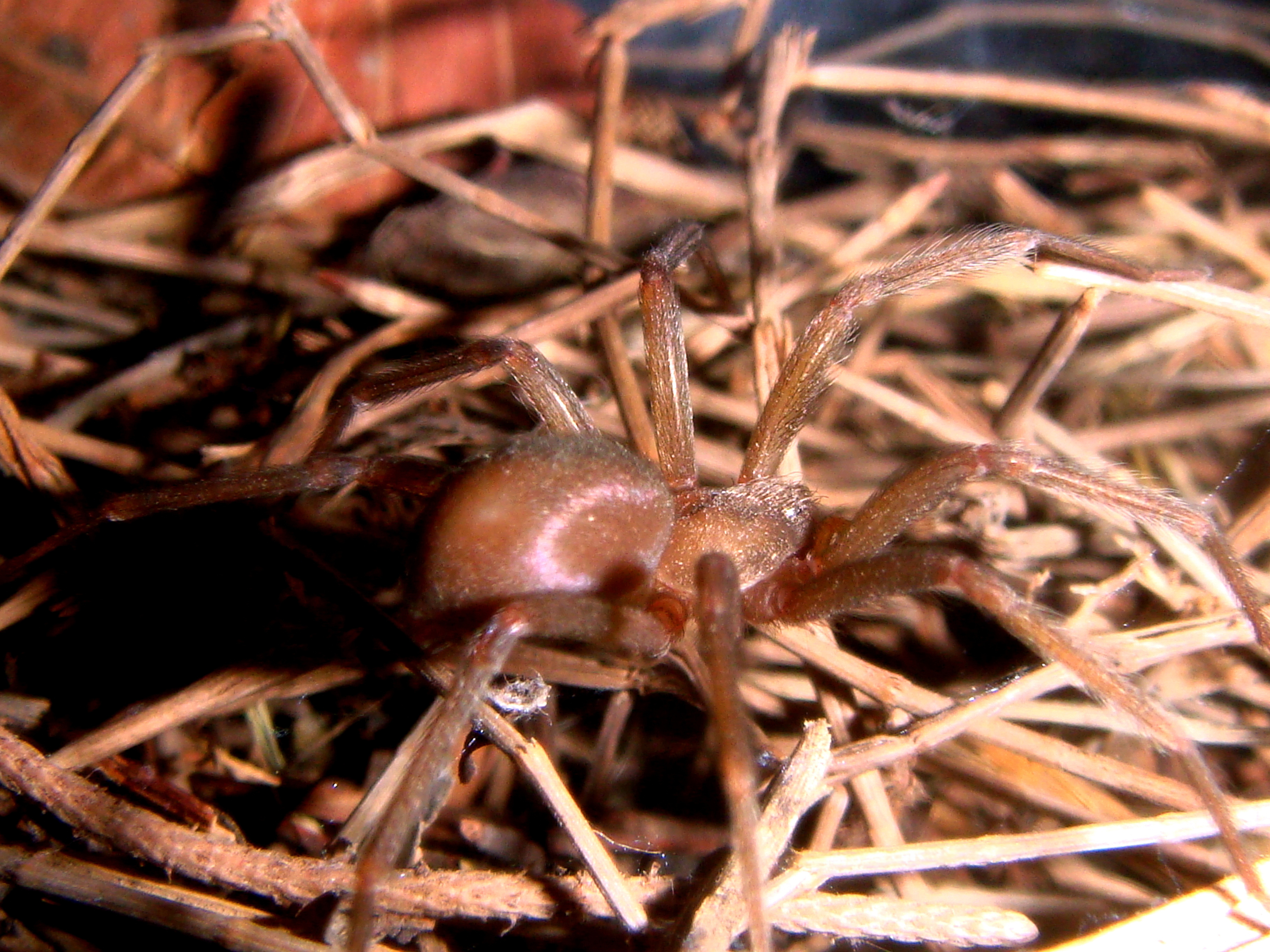
Loxosceles laeta

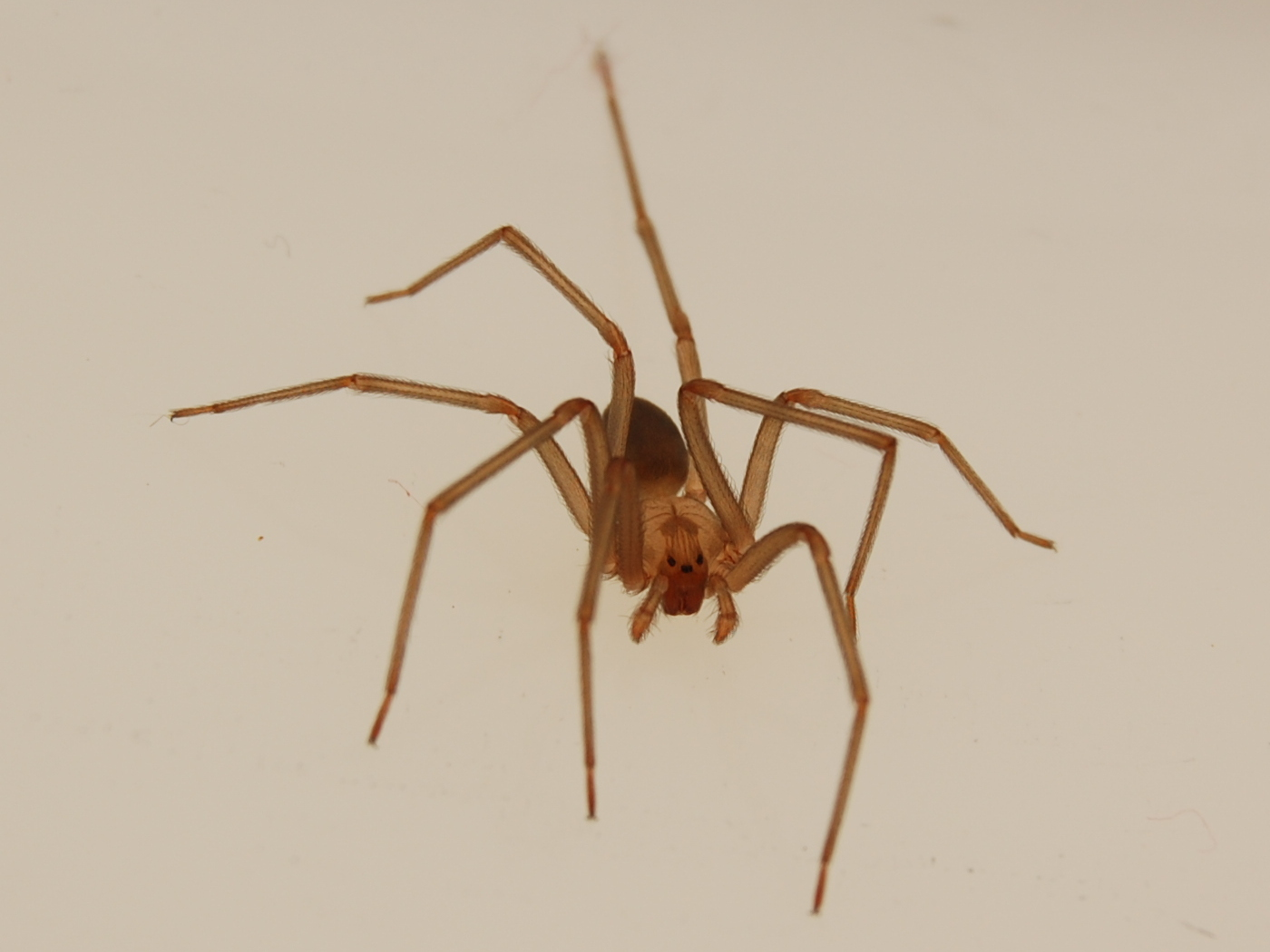
Loxosceles reclusa

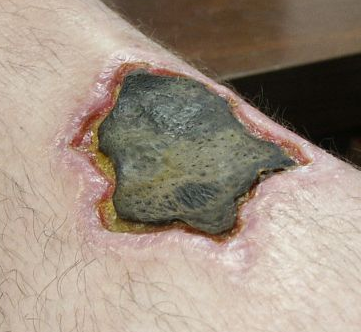
Nécrose causée par la morsure de Loxosceles reclusa

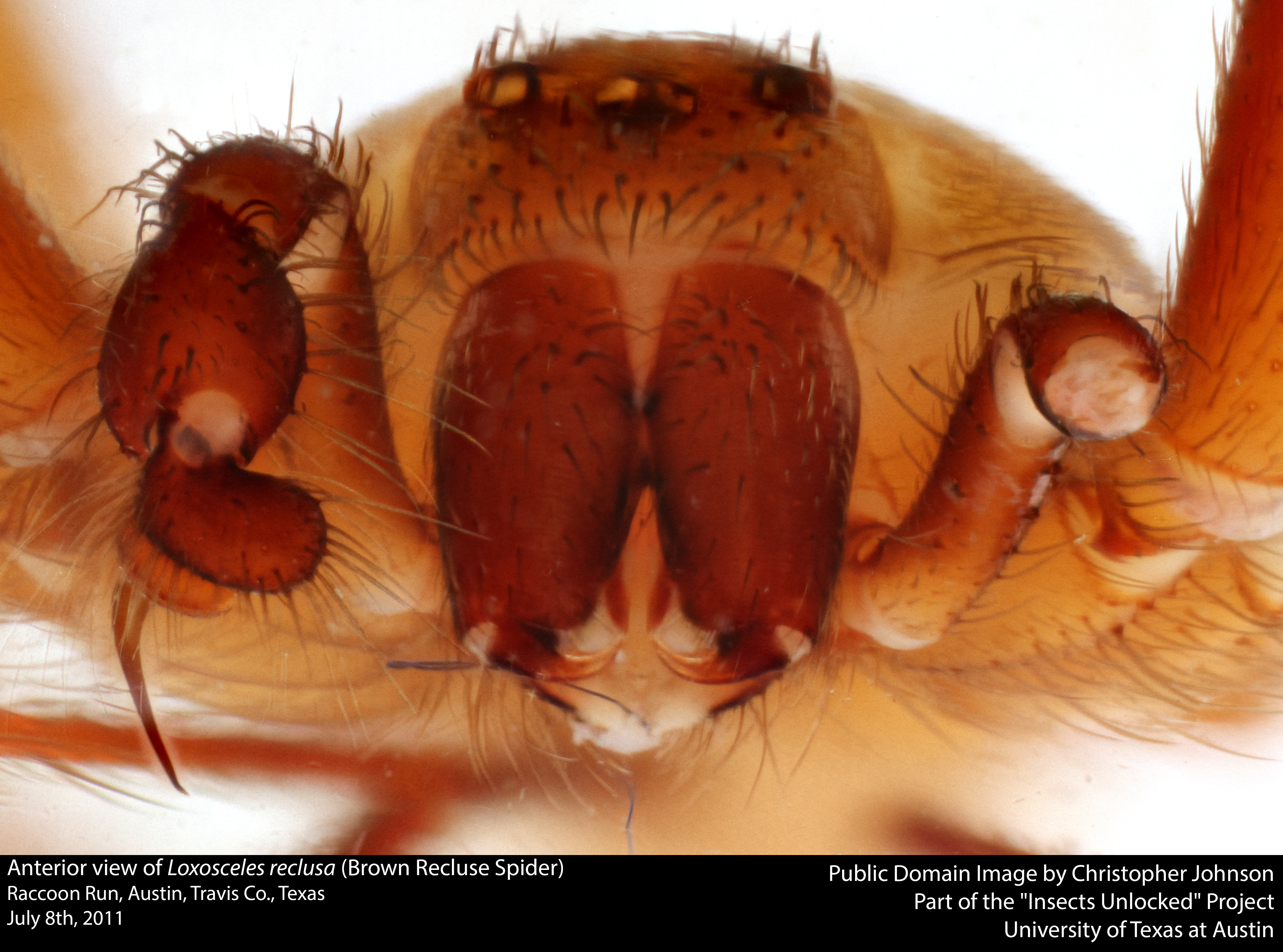
Loxosceles reclusa de face

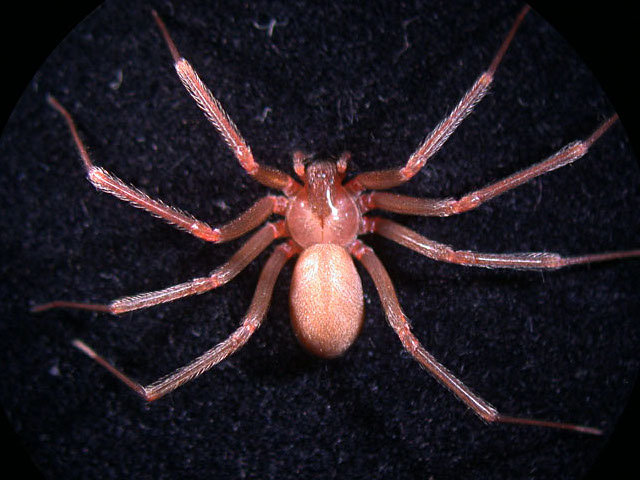
Loxosceles rufescens

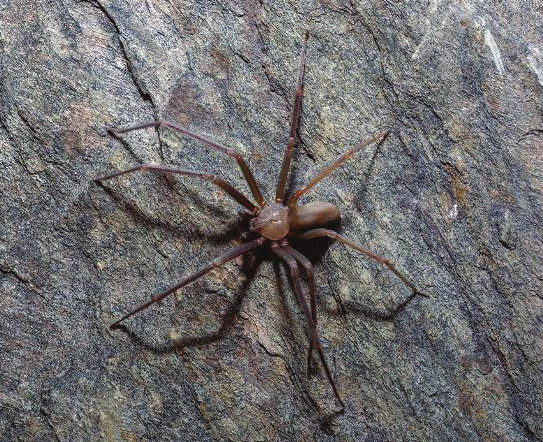
Loxosceles tenochtitlan

Ces araignées causent des morsures très nécrosantes si elles ne sont pas traitées correctement.

## Liste des espèces
Selon World Spider Catalog (version 26, 20/05/2025) :
- Loxosceles accepta Chamberlin, 1920
- Loxosceles adelaida Gertsch, 1967
- Loxosceles alamosa Gertsch & Ennik, 1983
- Loxosceles alicea Gertsch, 1967
- Loxosceles amazonica Gertsch, 1967
- Loxosceles anomala (Mello-Leitão, 1917)
- Loxosceles apachea Gertsch & Ennik, 1983
- Loxosceles aranea Gertsch, 1973
- Loxosceles arizonica Gertsch & Mulaik, 1940
- Loxosceles aurea Gertsch, 1973
- Loxosceles baja Gertsch & Ennik, 1983
- Loxosceles barbara Gertsch & Ennik, 1983
- Loxosceles belli Gertsch, 1973
- Loxosceles bentejui Planas & Ribera, 2015
- Loxosceles bergeri Strand, 1906
- Loxosceles bettyae Gertsch, 1967
- Loxosceles binfordae Dupérré & Tapia, 2024
- Loxosceles blancasi Gertsch, 1967
- Loxosceles blanda Gertsch & Ennik, 1983
- Loxosceles bodoquena Bertani & Gallão, 2024
- Loxosceles boneti Gertsch, 1958
- Loxosceles boqueirao Bertani & Gallão, 2024
- Loxosceles candela Gertsch & Ennik, 1983
- Loxosceles carabobensis González-Sponga, 2010
- Loxosceles cardosoi Bertani, von Schimonsky & Gallão, 2018
- Loxosceles caribbaea Gertsch, 1958
- Loxosceles carinhanha Bertani, von Schimonsky & Gallão, 2018
- Loxosceles carmena Gertsch & Ennik, 1983
- Loxosceles cederbergensis Lotz, 2017
- Loxosceles chapadensis Bertani, Fukushima & Nagahama, 2010
- Loxosceles chinateca Gertsch & Ennik, 1983
- Loxosceles coheni Zamani, Mirshamsi & Marusik, 2021
- Loxosceles colima Gertsch, 1958
- Loxosceles conococha Gertsch, 1967
- Loxosceles coquimbo Gertsch, 1967
- Loxosceles corozalensis González-Sponga, 2010
- Loxosceles coyote Gertsch & Ennik, 1983
- Loxosceles cubana Gertsch, 1958
- Loxosceles cubiroensis González-Sponga, 2010
- Loxosceles curimaguensis González-Sponga, 2010
- Loxosceles dejagerae Lotz, 2017
- Loxosceles deserta Gertsch, 1973
- Loxosceles devia Gertsch & Mulaik, 1940
- Loxosceles diaguita Brescovit, Taucare-Ríos, Magalhaes & Santos, 2017
- Loxosceles ericsoni Bertani, von Schimonsky & Gallão, 2018
- Loxosceles fontainei Millot, 1941
- Loxosceles foutadjalloni Millot, 1941
- Loxosceles francisca Gertsch & Ennik, 1983
- Loxosceles frizzelli Gertsch, 1967
- Loxosceles galianoa Magalhaes, 2025
- Loxosceles gaucho Gertsch, 1967
- Loxosceles gloria Gertsch, 1967
- Loxosceles griffinae Lotz, 2017
- Loxosceles guajira Cala-Riquelme, Gutiérrez-Estrada & Flórez, 2015
- Loxosceles guatemala Gertsch, 1973
- Loxosceles guayllabamba Dupérré & Tapia, 2024
- Loxosceles guayota Planas & Ribera, 2015
- Loxosceles haddadi Lotz, 2017
- Loxosceles harrietae Gertsch, 1967
- Loxosceles herreri Gertsch, 1967
- Loxosceles hirsuta Mello-Leitão, 1931
- Loxosceles huasteca Gertsch & Ennik, 1983
- Loxosceles hupalupa Planas & Ribera, 2015
- Loxosceles imazighen Ribera & Massa, 2021
- Loxosceles immodesta (Mello-Leitão, 1917)
- Loxosceles inca Gertsch, 1967
- Loxosceles insula Gertsch & Ennik, 1983
- Loxosceles intermedia Mello-Leitão, 1934
- Loxosceles irishi Lotz, 2017
- Loxosceles jaca Gertsch & Ennik, 1983
- Loxosceles jamaica Gertsch & Ennik, 1983
- Loxosceles jarmila Gertsch & Ennik, 1983
- Loxosceles julia Gertsch, 1967
- Loxosceles kaiba Gertsch & Ennik, 1983
- Loxosceles karstica Bertani, von Schimonsky & Gallão, 2018
- Loxosceles lacroixi Millot, 1941
- Loxosceles laeta (Nicolet, 1849)
- Loxosceles lawrencei Caporiacco, 1955
- Loxosceles lutea Keyserling, 1877
- Loxosceles luteola Gertsch, 1973
- Loxosceles mahan Planas & Ribera, 2015
- Loxosceles maisi Sánchez-Ruiz & Brescovit, 2013
- Loxosceles makapanensis Lotz, 2017
- Loxosceles malintzi Valdez-Mondragón, Cortez-Roldán, Juárez-Sánchez & Solís-Catalán, 2018
- Loxosceles manuela Gertsch & Ennik, 1983
- Loxosceles maraisi Lotz, 2017
- Loxosceles martha Gertsch & Ennik, 1983
- Loxosceles meruensis Tullgren, 1910
- Loxosceles misteca Gertsch, 1958
- Loxosceles mogote Sánchez-Ruiz & Brescovit, 2013
- Loxosceles mrazig Ribera & Planas, 2009
- Loxosceles mulege Gertsch & Ennik, 1983
- Loxosceles muriciensis Fukushima, de Andrade & Bertani, 2017
- Loxosceles nahuana Gertsch, 1958
- Loxosceles neuvillei Simon, 1909
- Loxosceles niedeguidonae de Andrade, Bertani, Nagahama & Barbosa, 2012
- Loxosceles olivaresi González-Sponga, 2010
- Loxosceles olmea Gertsch, 1967
- Loxosceles pallalla Brescovit, Taucare-Ríos, Magalhaes & Santos, 2017
- Loxosceles palma Gertsch & Ennik, 1983
- Loxosceles panama Gertsch, 1958
- Loxosceles parramae Newlands, 1981
- Loxosceles persica Ribera & Zamani, 2017
- Loxosceles pilosa Purcell, 1908
- Loxosceles piura Gertsch, 1967
- Loxosceles planetaria Bertani & Gallão, 2024
- Loxosceles pucara Gertsch, 1967
- Loxosceles puortoi Martins, Knysak & Bertani, 2002
- Loxosceles reclusa Gertsch & Mulaik, 1940
- Loxosceles rica Gertsch & Ennik, 1983
- Loxosceles rosana Gertsch, 1967
- Loxosceles rothi Gertsch & Ennik, 1983
- Loxosceles rufescens (Dufour, 1820)
- Loxosceles rufipes (Lucas, 1834)
- Loxosceles russelli Gertsch & Ennik, 1983
- Loxosceles sabina Gertsch & Ennik, 1983
- Loxosceles sansebastianensis González-Sponga, 2010
- Loxosceles seri Gertsch & Ennik, 1983
- Loxosceles similis Moenkhaus, 1898
- Loxosceles simillima Lawrence, 1927
- Loxosceles smithi Simon, 1897
- Loxosceles sonora Gertsch & Ennik, 1983
- Loxosceles spadicea Simon, 1907
- Loxosceles speluncarum Simon, 1893
- Loxosceles spinulosa Purcell, 1904
- Loxosceles surca Gertsch, 1967
- Loxosceles taeniopalpus Simon, 1907
- Loxosceles taino Gertsch & Ennik, 1983
- Loxosceles tazarte Planas & Ribera, 2015
- Loxosceles tehuana Gertsch, 1958
- Loxosceles tenango Gertsch, 1973
- Loxosceles tenochtitlan Valdez-Mondragón & Navarro-Rodríguez, 2019
- Loxosceles teresa Gertsch & Ennik, 1983
- Loxosceles tibicena Planas & Ribera, 2015
- Loxosceles tlacolula Gertsch & Ennik, 1983
- Loxosceles tolantongo Navarro-Rodríguez & Valdez-Mondragón, 2020
- Loxosceles troglobia Souza & Ferreira, 2018
- Loxosceles turanensis Zamani, Mirshamsi & Marusik, 2021
- Loxosceles valdosa Gertsch, 1973
- Loxosceles vallenar Brescovit, Taucare-Ríos, Magalhaes & Santos, 2017
- Loxosceles variegata Simon, 1897
- Loxosceles vicentei Taucare-Ríos, Brescovit & Villablanca, 2022
- Loxosceles virgo Gertsch & Ennik, 1983
- Loxosceles vonwredei Newlands, 1980
- Loxosceles weyrauchi Gertsch, 1967
- Loxosceles willianilsoni Fukushima, de Andrade & Bertani, 2017
- Loxosceles yucatana Chamberlin & Ivie, 1938
- Loxosceles zapoteca Gertsch, 1958

Selon World Spider Catalog (version 23.5, 2023) :
- † Loxosceles aculicaput Wunderlich, 2004
- † Loxosceles defecta Wunderlich, 1988
- † Loxosceles deformis Wunderlich, 1988

## Systématique et taxinomie
Ce genre a été décrit par Lowe en 1832.
Omosites a été placé en synonymie par Thorell en 1869.
Calheirosia a été placé en synonymie par Brignoli en 1978.
Loxoscella a été placé en synonymie par Gertsch et Ennik en 1983.

## Publication originale
- Lowe, 1832 : « Descriptions of two species of Araneidae, natives of Madeira. » Zoological Journal, vol. 5, p. 320-323 (texte intégral).